# Wahlkreis Pesaro (Camera dei deputati)
Der Wahlkreis Pesaro war von 1993 bis 2007 und ist seit 2017 wieder ein Wahlkreis (italienisch collegio elettorale) für die Wahl der Abgeordnetenkammer.

## Von 1993 bis 2005

### Wahlkreisgebiet
Der Wahlkreis umfasste 9 Gemeinden: Colbordolo, Gabicce Mare, Gradara, Mombaroccio, Monteciccardo, Montelabbate, Pesaro, Sant’Angelo in Lizzola und Tavullia.

### Wahlergebnisse

#### Parlamentswahl 1994

##### Direktstimmen
| Kandidaten               | Kandidaten               | Parteien           | Stimmen | %    |
| ------------------------ | ------------------------ | ------------------ | ------- | ---- |
|                          | Vittorio Emilianigewählt | Progressisti       | 41.927  | 48,2 |
|                          | Francesca Pagani         | Forza Italia       | 17.566  | 20,2 |
|                          | Stefano Bastianoni       | Patto per l’Italia | 17.564  | 20,2 |
|                          | Maria Michelina Marsilii | Alleanza Nazionale | 9.964   | 11,5 |
| Gesamt                   | Gesamt                   | Gesamt             | 87.021  | 100  |
|                          |                          |                    |         |      |
| Ungültige Stimmen        | Ungültige Stimmen        | Ungültige Stimmen  | 5.413   | 5,9  |
| Wähler                   | Wähler                   | Wähler             | 92.434  | 92,1 |
| Wahlberechtigte          | Wahlberechtigte          | Wahlberechtigte    | 100.400 |      |
|                          |                          |                    |         |      |
| Quelle: Innenministerium |                          |                    |         |      |

##### Listenstimmen
| Parteien                             | Parteien           | Parteien                           | Stimmen | %    |
| ------------------------------------ | ------------------ | ---------------------------------- | ------- | ---- |
|                                      | Progressisti       | Partito Democratico della Sinistra | 31.931  | 36,2 |
| Partito della Rifondazione Comunista | Progressisti       | 6.746                              | 7,7     |      |
| Federazione dei Verdi                | Progressisti       | 5.008                              | 5,7     |      |
| Partito Socialista Italiano          | Progressisti       | 2.176                              | 2,5     |      |
| Alleanza Democratica                 | Progressisti       | 1.959                              | 2,2     |      |
| La Rete                              | Progressisti       | 1.446                              | 1,6     |      |
| ↳ Gesamt                             | Progressisti       | 49.266                             | 55,9    |      |
|                                      | Forza Italia       | Forza Italia                       | 17.496  | 19,9 |
|                                      | Patto per l’Italia | Partito Popolare Italiano          | 11.421  | 13,0 |
|                                      | Alleanza Nazionale | Alleanza Nazionale                 | 9.918   | 11,3 |
| Gesamt                               | Gesamt             | Gesamt                             | 88.101  | 100  |
|                                      |                    |                                    |         |      |
| Ungültige Stimmen                    | Ungültige Stimmen  | Ungültige Stimmen                  | 4.333   | 4,7  |
| Wähler                               | Wähler             | Wähler                             | 92.434  | 92,1 |
| Wahlberechtigte                      | Wahlberechtigte    | Wahlberechtigte                    | 100.400 |      |
|                                      |                    |                                    |         |      |
| Quelle: Innenministerium             |                    |                                    |         |      |

#### Parlamentswahl 1996

##### Direktstimmen
| Kandidaten               | Kandidaten               | Parteien            | Stimmen | %    |
| ------------------------ | ------------------------ | ------------------- | ------- | ---- |
|                          | Francesco Merlonigewählt | L’Ulivo             | 51.986  | 60,8 |
|                          | Giuseppe Rubinacci       | Polo per le Libertà | 31.143  | 36,4 |
|                          | Dario Magagnini          | Fiamma Tricolore    | 2.398   | 2,8  |
| Gesamt                   | Gesamt                   | Gesamt              | 85.527  | 100  |
|                          |                          |                     |         |      |
| Ungültige Stimmen        | Ungültige Stimmen        | Ungültige Stimmen   | 6.077   | 6,6  |
| Wähler                   | Wähler                   | Wähler              | 91.604  | 89,8 |
| Wahlberechtigte          | Wahlberechtigte          | Wahlberechtigte     | 101.977 |      |
|                          |                          |                     |         |      |
| Quelle: Innenministerium |                          |                     |         |      |

##### Listenstimmen
| Parteien                                          | Parteien                             | Parteien                             | Stimmen | %    |
| ------------------------------------------------- | ------------------------------------ | ------------------------------------ | ------- | ---- |
|                                                   | L’Ulivo                              | Partito Democratico della Sinistra   | 31.670  | 36,4 |
| Rinnovamento Italiano                             | L’Ulivo                              | 4.100                                | 4,7     |      |
| Popolari per Prodi (PPI – SVP – PRI – UD – Prodi) | L’Ulivo                              | 3.648                                | 4,2     |      |
| Federazione dei Verdi                             | L’Ulivo                              | 3.293                                | 3,8     |      |
| ↳ Gesamt                                          | L’Ulivo                              | 42.711                               | 49,1    |      |
|                                                   | Polo per le Libertà                  | Forza Italia                         | 14.282  | 16,4 |
| Alleanza Nazionale                                | Polo per le Libertà                  | 10.648                               | 12,2    |      |
| CCD – CDU                                         | Polo per le Libertà                  | 7.281                                | 8,4     |      |
| ↳ Gesamt                                          | Polo per le Libertà                  | 32.211                               | 37,0    |      |
|                                                   | Partito della Rifondazione Comunista | Partito della Rifondazione Comunista | 7.785   | 8,9  |
|                                                   | Lista Pannella – Sgarbi              | Lista Pannella – Sgarbi              | 1.905   | 2,2  |
|                                                   | Lega Nord                            | Lega Nord                            | 1.584   | 1,8  |
|                                                   | Fiamma Tricolore                     | Fiamma Tricolore                     | 650     | 0,7  |
|                                                   | Per le Marche                        | Per le Marche                        | 161     | 0,2  |
| Gesamt                                            | Gesamt                               | Gesamt                               | 87.007  | 100  |
|                                                   |                                      |                                      |         |      |
| Ungültige Stimmen                                 | Ungültige Stimmen                    | Ungültige Stimmen                    | 4.597   | 5,0  |
| Wähler                                            | Wähler                               | Wähler                               | 91.604  | 89,8 |
| Wahlberechtigte                                   | Wahlberechtigte                      | Wahlberechtigte                      | 101.977 |      |
|                                                   |                                      |                                      |         |      |
| Quelle: Innenministerium                          |                                      |                                      |         |      |

#### Parlamentswahl 2001

##### Direktstimmen
| Kandidaten               | Kandidaten              | Parteien           | Stimmen | %    |
| ------------------------ | ----------------------- | ------------------ | ------- | ---- |
|                          | Renzo Lusettigewählt    | L’Ulivo            | 46.780  | 53,5 |
|                          | Gilberto Gasperi        | Casa delle Libertà | 33.516  | 38,3 |
|                          | Claudio Olmeda          | Lista Di Pietro    | 2.988   | 3,4  |
|                          | Laura Pistoni           | Lista Emma Bonino  | 2.416   | 2,8  |
|                          | Bruno Lorenzo Tarricone | Democrazia Europea | 1.716   | 2,0  |
| Gesamt                   | Gesamt                  | Gesamt             | 87.416  | 100  |
|                          |                         |                    |         |      |
| Ungültige Stimmen        | Ungültige Stimmen       | Ungültige Stimmen  | 4.346   | 4,7  |
| Wähler                   | Wähler                  | Wähler             | 91.762  | 87,3 |
| Wahlberechtigte          | Wahlberechtigte         | Wahlberechtigte    | 105.113 |      |
|                          |                         |                    |         |      |
| Quelle: Innenministerium |                         |                    |         |      |

##### Listenstimmen
| Parteien                               | Parteien                             | Parteien                             | Stimmen | %    |
| -------------------------------------- | ------------------------------------ | ------------------------------------ | ------- | ---- |
|                                        | L’Ulivo                              | Democratici di Sinistra              | 23.727  | 27,2 |
| La Margherita (Dem – PPI – RI – Udeur) | L’Ulivo                              | 12.471                               | 14,3    |      |
| Il Girasole (FdV – SDI)                | L’Ulivo                              | 2.326                                | 2,7     |      |
| Partito dei Comunisti Italiani         | L’Ulivo                              | 1.388                                | 1,6     |      |
| ↳ Gesamt                               | L’Ulivo                              | 39.912                               | 45,7    |      |
|                                        | Casa delle Libertà                   | Forza Italia                         | 22.478  | 25,7 |
| Alleanza Nazionale                     | Casa delle Libertà                   | 9.958                                | 11,4    |      |
| CCD – CDU                              | Casa delle Libertà                   | 2.021                                | 2,3     |      |
| Nuovo PSI                              | Casa delle Libertà                   | 1.306                                | 1,5     |      |
| ↳ Gesamt                               | Casa delle Libertà                   | 35.763                               | 40,9    |      |
|                                        | Partito della Rifondazione Comunista | Partito della Rifondazione Comunista | 5.013   | 5,7  |
|                                        | Lista Di Pietro                      | Lista Di Pietro                      | 3.192   | 3,7  |
|                                        | Lista Emma Bonino                    | Lista Emma Bonino                    | 2.068   | 2,4  |
|                                        | Democrazia Europea                   | Democrazia Europea                   | 959     | 1,1  |
|                                        | Movimento Repubblicani Europei       | Movimento Repubblicani Europei       | 324     | 0,4  |
|                                        | Paese Nuovo                          | Paese Nuovo                          | 96      | 0,1  |
|                                        | Abolizione Scorporo                  | Abolizione Scorporo                  | 38      | 0,0  |
| Gesamt                                 | Gesamt                               | Gesamt                               | 87.365  | 100  |
|                                        |                                      |                                      |         |      |
| Ungültige Stimmen                      | Ungültige Stimmen                    | Ungültige Stimmen                    | 4.402   | 4,8  |
| Wähler                                 | Wähler                               | Wähler                               | 91.767  | 87,3 |
| Wahlberechtigte                        | Wahlberechtigte                      | Wahlberechtigte                      | 105.113 |      |
|                                        |                                      |                                      |         |      |
| Quelle: Innenministerium               |                                      |                                      |         |      |

## Von 2017 bis 2020

### Wahlkreisgebiet
Der Wahlkreis umfasste 42 Gemeinden; genauer gesagt, 42 von 54 Gemeinden der Provinz Pesaro und Urbino: Acqualagna, Apecchio, Auditore, Belforte all’Isauro, Borgo Pace, Cagli, Cantiano, Carpegna, Fermignano, Fratte Rosa, Frontino, Frontone, Gabicce Mare, Gradara, Lunano, Macerata Feltria, Mercatello sul Metauro, Mercatino Conca, Mombaroccio, Monte Cerignone, Monte Grimano Terme, Montecalvo in Foglia, Monteciccardo, Montecopiolo, Montelabbate, Peglio, Pergola, Pesaro, Petriano, Piandimeleto, Pietrarubbia, Piobbico, San Lorenzo in Campo, Sant’Angelo in Vado, Sassocorvaro, Sassofeltrio, Serra Sant’Abbondio, Tavoleto, Tavullia, Urbania, Urbino und Vallefoglia.

### Wahlergebnisse

#### Parlamentswahl 2018
| Kandidaten               | Kandidaten                     | Stimmen | %    | Listen                               | Stimmen | %    |
| ------------------------ | ------------------------------ | ------- | ---- | ------------------------------------ | ------- | ---- |
|                          | Andrea Cecconigewählt          | 48.423  | 35,0 | Movimento 5 Stelle                   | 48.423  | 35,0 |
|                          | Anna Maria Renzoni Bezziccheri | 43.645  | 31,5 | Lega                                 | 23.002  | 16,6 |
| Forza Italia             | Anna Maria Renzoni Bezziccheri | 43.645  | 31,5 | 12.703                               | 9,2     |      |
| Fratelli d’Italia        | Anna Maria Renzoni Bezziccheri | 43.645  | 31,5 | 6.619                                | 4,8     |      |
| Noi con l’Italia – UDC   | Anna Maria Renzoni Bezziccheri | 43.645  | 31,5 | 1.321                                | 1,0     |      |
|                          | Marco Minniti                  | 38.337  | 27,7 | Partito Democratico                  | 33.599  | 24,3 |
| +Europa                  | Marco Minniti                  | 38.337  | 27,7 | 3.173                                | 2,3     |      |
| Italia Europa Insieme    | Marco Minniti                  | 38.337  | 27,7 | 1.195                                | 0,9     |      |
| Civica Popolare          | Marco Minniti                  | 38.337  | 27,7 | 370                                  | 0,3     |      |
|                          | Daniela Ciaroni                | 3.694   | 2,7  | Liberi e Uguali                      | 3.694   | 2,7  |
|                          | Erica Balestra                 | 1.143   | 0,8  | Partito Comunista                    | 1.143   | 0,8  |
|                          | Giuseppina Severi              | 968     | 0,7  | Potere al Popolo!                    | 968     | 0,7  |
|                          | Christiano Demontis            | 920     | 0,7  | CasaPound Italia                     | 920     | 0,7  |
|                          | Giovanni Mazzotta              | 715     | 0,5  | Il Popolo della Famiglia             | 715     | 0,5  |
|                          | Stefano Tontini                | 369     | 0,3  | Partito Valore Umano                 | 369     | 0,3  |
|                          | Dalibor Cvejic                 | 206     | 0,1  | Lista del Popolo per la Costituzione | 206     | 0,1  |
| Gesamt                   | Gesamt                         | 138.420 | 100  |                                      | 138.420 | 100  |
|                          |                                |         |      |                                      |         |      |
| Ungültige Stimmen        | Ungültige Stimmen              | 3.568   | 2,5  |                                      |         |      |
| Wähler                   | Wähler                         | 141.988 | 79,1 |                                      |         |      |
| Wahlberechtigte          | Wahlberechtigte                | 179.600 |      |                                      |         |      |
|                          |                                |         |      |                                      |         |      |
| Quelle: Innenministerium |                                |         |      |                                      |         |      |

## Seit 2020

### Wahlkreisgebiet
| Wahlkreise – Camera dei deputati – Marken | Wahlkreise – Camera dei deputati – Marken | Wahlkreise – Camera dei deputati – Marken    |
| Provinz                                   | Provinz                                   | Gemeinden nach Provinzen ⮞ Wahlkreis         |
| ----------------------------------------- | ----------------------------------------- | -------------------------------------------- |
|                                           | Provinz Ancona (47 Gemeinden)             | 43 ⮞ Wahlkreis Ancona 4 ⮞ Wahlkreis Macerata |
|                                           | Provinz Ascoli Piceno (33 Gemeinden)      | alle ⮞ Wahlkreis Ascoli Piceno               |
|                                           | Provinz Fermo (40 Gemeinden)              | alle ⮞ Wahlkreis Ascoli Piceno               |
|                                           | Provinz Macerata (55 Gemeinden)           | alle ⮞ Wahlkreis Macerata                    |
|                                           | Provinz Pesaro und Urbino (50 Gemeinden)  | alle ⮞ Wahlkreis Pesaro                      |

Der Wahlkreis umfasst alle 50 Gemeinden der Provinz Pesaro und Urbino.

### Wahlergebnisse

#### Parlamentswahl 2022
| Kandidaten                          | Kandidaten           | Stimmen | %    | Listen                                                  | Stimmen | %    |
| ----------------------------------- | -------------------- | ------- | ---- | ------------------------------------------------------- | ------- | ---- |
|                                     | Mirco Carlonigewählt | 80.408  | 44,2 | Fratelli d’Italia                                       | 49.495  | 27,2 |
| Lega per Salvini Premier            | Mirco Carlonigewählt | 80.408  | 44,2 | 17.007                                                  | 9,4     |      |
| Forza Italia                        | Mirco Carlonigewählt | 80.408  | 44,2 | 12.269                                                  | 6,7     |      |
| Noi Moderati                        | Mirco Carlonigewählt | 80.408  | 44,2 | 1.637                                                   | 0,9     |      |
|                                     | Giordano Masini      | 50.895  | 28,0 | Partito Democratico – Italia Democratica e Progressista | 39.275  | 21,6 |
| Alleanza Verdi e Sinistra           | Giordano Masini      | 50.895  | 28,0 | 5.575                                                   | 3,1     |      |
| +Europa                             | Giordano Masini      | 50.895  | 28,0 | 5.191                                                   | 2,9     |      |
| Impegno Civico – Centro Democratico | Giordano Masini      | 50.895  | 28,0 | 854                                                     | 0,5     |      |
|                                     | Rossella Accoto      | 23.283  | 12,8 | Movimento 5 Stelle                                      | 23.283  | 12,8 |
|                                     | Federico Talè        | 13.744  | 7,6  | Azione – Italia Viva                                    | 13.744  | 7,6  |
|                                     | Stefano Puzzer       | 4.590   | 2,5  | Italexit per l’Italia                                   | 4.590   | 2,5  |
|                                     | Dalibor Cvejic       | 2.329   | 1,3  | Italia Sovrana e Popolare                               | 2.329   | 1,3  |
|                                     | Alessio Canalini     | 2.099   | 1,2  | Vita                                                    | 2.099   | 1,2  |
|                                     | Renzo Savelli        | 2.007   | 1,1  | Unione Popolare                                         | 2.007   | 1,1  |
|                                     | Chiara Pizzorno      | 1.913   | 1,1  | Partito Comunista Italiano                              | 1.913   | 1,1  |
|                                     | Lorena Narcisi       | 608     | 0,3  | Alternativa per l’Italia (PdF – Exit)                   | 608     | 0,3  |
| Gesamt                              | Gesamt               | 181.876 | 100  |                                                         | 181.876 | 100  |
|                                     |                      |         |      |                                                         |         |      |
| Ungültige Stimmen                   | Ungültige Stimmen    | 8.188   | 4,3  |                                                         |         |      |
| Wähler                              | Wähler               | 190.064 | 69,3 |                                                         |         |      |
| Wahlberechtigte                     | Wahlberechtigte      | 274.402 |      |                                                         |         |      |
|                                     |                      |         |      |                                                         |         |      |
| Quelle: Innenministerium            |                      |         |      |                                                         |         |      |